# Oterdum
Oterdum est un ancien village qui fait partie de la commune de Delfzijl dans la province néerlandaise de Groningue.
Oterdum a été détruit dans les années 1970 pour l'extension des ports et de la zone industrielle de Delfzijl. L'extension n'a jamais été réalisée ; les terrains sont toujours en friche.